# Техничка школа „Никола Тесла” Медвеђа
Техничка школа „Никола Тесла” је средња школа у Медвеђи. Добија 20. августа 1964. године назив „Школа ученика у привреди мешовитог типа”.
Као школа за квалификоване раднике „Никола Тесла” у Медвеђи, регистрована је 22. јануара 1974. године у привредном суду у Лесковцу. Ово име носи до 30. маја 1983. године када се региструје као образовни центар „Никола Тесла” у Медвеђи. Због усаглашавања са позитивним законским прописима 07. априла 1989. године код окружног привредног суда у Лесковцу школа се региструје као школа средњег усмереног образовања „Никола Тесла” у Медвеђи.

## Историја
На основу закона о јавним службама промена фирме, школа је 11. новембра 1993. године регистрована под именом Техничка школа „Никола Тесла” у Медвеђи, које и данас носи.

## Образовни профили

### Образовни профили у четворогодишњем трајању
- економски техничар, настава одржана на српском и албанском наставном језику;
- машински техничар за компјутерско конструисање, настава на српском наставном језику;
- туристички техничар, настава на српском језику.

### Образовни профили у трогодишњем трајању
- механичар грејне и расхладне технике, настава на српском наставном језику,
- конобар-кувар, настава на српском наставном језику

Сва ова занимања су верификована од стране министарства просвете Републике Србије.
Школске 2010/11. године школу је уписало 378 ученика распоређених у 19 одељења. Педагошка структура броји око 60 запослених.

## Познати ученици
- Душан Спасојевић Шиптар - један од оснивача и вођа Земунског клана.